# Björn Kuipers
Pour les articles homonymes, voir Kuipers.
Björn Kuipers, né le 28 mars 1973 à Oldenzaal (Pays-Bas), est un arbitre de football néerlandais. Il participe à trois championnats d'Europe (2012, 2016 et 2020) et deux Coupes du monde (2014 et 2018).

## Biographie
Björn Kuipers arbitre notamment la finale du championnat d'Europe de football des moins de 17 ans 2006 et du championnat d'Europe de football espoirs 2009. Il est aussi présent lors des compétitions inter-clubs européennes depuis 2006 et arbitre la première demi-finale de Coupe du monde de football des clubs 2010 ainsi que la Supercoupe de l'UEFA 2011. Le 13 mai 2013, l'UEFA dévoile qu'il sera l'arbitre de la finale de la Ligue Europa opposant Chelsea au Benfica dans son propre pays, à l'Amsterdam ArenA. Il dirige la finale de la Coupe des confédérations 2013. 
Le 24 mai 2014, il arbitre la finale de la Ligue des champions qui oppose le Real Madrid et l'Atlético de Madrid à Lisbonne. Il est sélectionné pour arbitrer plusieurs matchs de la Coupe du monde 2014 et figure dans les 18 arbitres retenus pour l'Euro 2016 en France. Il arbitre la finale de la Ligue Europa 2017-2018 entre l'Olympique de Marseille et l'Atlético de Madrid, le 16 mai 2018. Il est sélectionné parmi les arbitres de la Coupe du monde 2018, participant à la finale entre la France et la Croatie en tant que quatrième arbitre sous Néstor Pitana. Björn Kuipers devient le deuxième arbitre néerlandais à prendre part à une finale de Coupe du monde, après Leo Horn, deuxième arbitre en 1962. Il arbitre la finale de l'Euro 2020 le 11 juillet 2021, opposant l'Italie à l'Angleterre au stade de Wembley de Londres.